# Paweł Czyż
Paweł Czyż z Woronnej herbu Godziemba – wojski brzeskolitewski w latach 1778–1793, pisarz grodzki brzeskolitewski w latach 1776–1777, stolnik brzeskolitewski w latach 1774–1778, sędzia grodzki brzeskolitewski w latach 1765–1776, podczaszy brzeskolitewski w latach 1761–1774.
Jako poseł na sejm elekcyjny 1764 roku z województwa brzeskolitewskiegobył elektorem Stanisława Augusta Poniatowskiego w 1764 roku z województwa brzeskolitewskiego, jako deputat podpisał jego pacta conventa. 